# Список керівників держав 10 року
Список керівників держав 10 року — це перелік правителів країн світу 10 року
Список керівників держав 9 року — 10 рік — Список керівників держав 11 року — Список керівників держав за роками

## Європа
- плем'я атребатів — король Епілл (8-15)
- Боспорська держава — цар Рескупорід I Аспург (14 до н. е.- 37 н. е.)
- правитель племені Вотадинів Овен ап Афалах (10 до н. е. — 25 н. е.)
- Ірландія — верховний король Ферадах Фіндфехтнах (9-14)
- плем'я катувеллаунів — вождь Кунобелін (9-43)
- плем'я маркоманів — вождь Маробод (9 до н. е.-19 н. е.)
- Одриське царство — цар Реметалк I (12 до н. е.- 12 н. е.)
- Римська імперія
  - імператор Октавіан Август (27 до н. е.-14 н. е.)
  - консул Публій Корнелій Долабелла (10)
  - консул Гай Юній Силан (10)

## Азія
- Велика Вірменія — цариця Ерато (6-11)
- Донгбуйо — король Тесо (7 до н. е. — 22 н. е.)
- Іберійське царство — цар Митридат I (1-35)
- Індо-грецьке царство — цар Стратон II (25 до н. е. — 10 н. е.)
- Індо-скіфське царство — цар [Зейоніс] (12 до н. е. — 10 н. е.)
- Кападокія — цар Архелай Філопатор (36 до н. е. — 17 н. е.)
- Китай
  - Династія Сінь — Ван Ман (8-23)
- Когурьо — Юрімьон-ван (19 до н. е. — 18 н. е.)
- Коммагена — цар Антиох III (12 до н. е. — 17 н. е.)
- Кушанська імперія — Герай (1-30)
- Набатейське царство — цар Арета IV Філопатор (9 до н. е.— 40 н. е.)
- Осроена — цар Ману IV (7—14)
- Пекче — король Онджо (18 до н. е. — 29 н. е.)
- Персія
  - Парфія — Вонон I (8-11) і Артабан II (10-38)
- Понтійське царство — королева Піфодоріда (8 до н. е.— 23 н. е.)
- Царство Сатаваханів — магараджа Пулумаві I Сатавахана (7-31)
- Сипау (Онг Паун) — Сау Кун Кхам Кау (23 до н. е.-10 н. е.)
- Сілла — король Намхе Чхачхаун (4—24)
- Харакена  — король Абінергаос I (10-23)
- Хим'яр — цар Джадаїл Зарих II (10 до н. е.-10 н. е.)
- плем'я хунну — вождь Уджулу (8 до н. е.-12)
- Японія — Імператор Суйнін (29 до н. е.—70 н. е.) або Суйдзей (10 до н. е.—20 н. е.)
- Королівство Ярлунг — Марті-ценпо (10 до н. е.- 20 н. е.)

## Африка
- Мавретанське царство — король Юба II (25 до н. е.—23 н. е.)
- Царство Куш — цар Натакамані (12 до н. е.—12 н. е.)